# 玉乃海太三郎

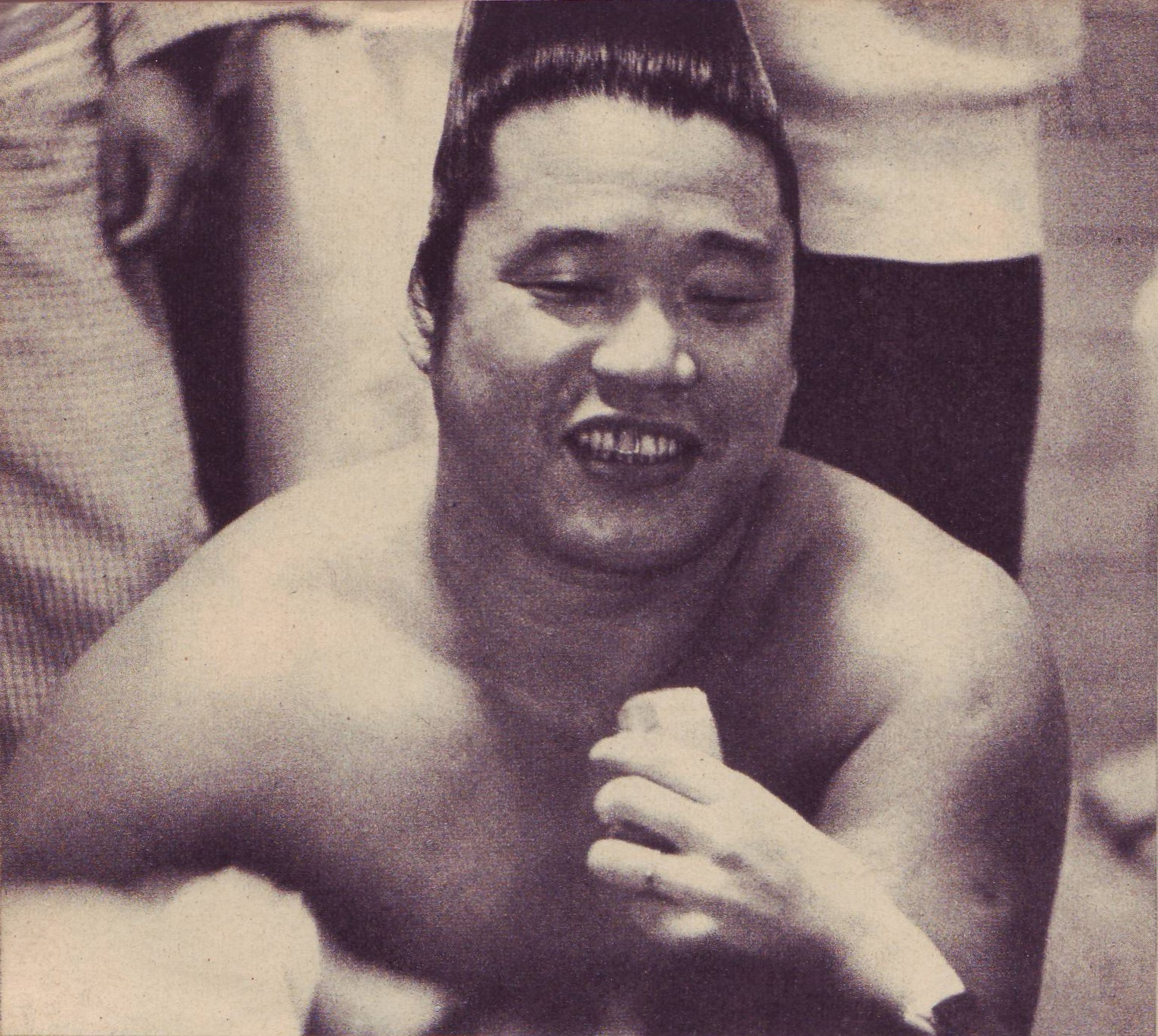
1959年

玉乃海 太三郎（たまのうみ だいさぶろう、1923年1月2日 - 1987年9月27日）は、大分県大分市出身で二所ノ関部屋に所属した大相撲力士。本名は三浦 朝弘（みうら ともひろ）。最高位は東関脇。全盛期の体格は181cm、120kg。得意手は右四つ、櫓投げ、外掛け。栃若時代の実力者の一人で、長谷川や琴錦と並んで、最強関脇との見方もある。
引退後は年寄・12代片男波を襲名し、片男波部屋を興した。幕内最高優勝1回(全勝)

## 来歴

### 現役時代
1923年1月、料亭の板前の家に六人兄弟の長男として生まれる。小学校時代は野球に熱中しており、大分県立商業学校（現大分県立大分商業高等学校）からの誘いもあったが中学には進学せず、玉錦（二所ノ関部屋）の一行が巡業に来たのを見て力士になることを志望した。最初本人は郷土の英雄であった双葉山への入門を希望したものの、玉錦が二枚鑑札で師匠でもあった二所ノ関部屋に入門、1937年（昭和12年）5月場所で初土俵を踏んだ。同部屋の神風とは同期だった。当初の四股名は「福住」。
幕下だった1940年（昭和15年）に上海で巡業が行なわれた時のこと、酒と食事を振舞われた後に宿舎に帰ろうと黄包車（ワンポーツ、タクシーのようなもの）を止めたが酔っ払っていたことを理由に乗車拒否される。酒癖の悪い福住は怒って運転手を引きずり降ろしケンカを始める。そこへ憲兵数名が駆けつけるが悪いことに彼らも酒を飲んでいた。いきなり軍刀の鞘で殴られて激怒した福住はその憲兵全員を叩きのめしてしまう。憲兵に暴力を振るいしかも倒してしまったところへ、今度はしらふの憲兵が駆けつけて拳銃を抜く。このためあわや殺されるかという所だったが、当時大関の羽黒山と師匠・玉錦亡き後に二所ノ関を継いだ玉ノ海が懸命に詫びを入れどうにか許された。また当時は大日本相撲協会の理事に、予備陸軍大将が就いていたことも福住に有利に働いた。その代わり協会から破門することが条件とされてしまった。流石に逆らえず除名となった。
太平洋戦争開戦後の1942年（昭和17年）1月、海軍の軍属としてトラック諸島、テニアン島、ガダルカナル島の飛行場建設に従事した。米軍の攻撃によりジャングルへ逃げこむが飢餓地獄を生き延び、戦死、病死、餓死者25,000人以上という敗戦の中にあって、ケ号作戦によって奇跡的に救出された海軍の生存者832名の内のひとりとなった。マラリアとアメーバ赤痢にかかり「一週間の命」であったが、これも生き延び帰国。大分市内の実家に帰ってきた時は、出発時90kgの大男が骨と皮に痩せていたと言う。
病み上がりの1944年（昭和19年）春、徴兵検査を受け現役兵たる陸軍二等兵として陸軍に入営。部隊は満州から南方戦線へ転戦したが教育課程未修了であったのでただ一人はずされた。部隊はサイパンの戦いで全員玉砕したため、またもや生き延びたことになる。東安省虎林で終戦を迎えシベリアへ抑留されたがソ連軍監視兵の目を盗んで脱走、貨車にもぐりこみ中国領内に逃げ込んで中国人に変装した。1947年（昭和22年）に復員船で帰国。その後数年の間、故郷の大分や愛媛県の野村町でアマチュア相撲のコーチをして暮らしていた。
1950年（昭和25年）に師匠・玉錦の夢を見たという。するとその翌日に二所ノ関（玉ノ海）から破門を解くから戻って来いと言われて復帰、幕下格で帰参した。神風には「儂がやめる時になって帰って来たのか」と言われたらしい。帰参当時既に27才であり、同期生が幕内の上位などで活躍してた中での再スタートであった。後に本人はこれについて「ホントに相撲というものを愛してなかったら、務まらなかったですね」と振り返っている。
帰参直後、当時大阪場所では近畿大学のコーチも兼摂していた玉乃海は、既に入幕していた琴ヶ濱と巡業で手が合ったが琴ヶ濱の内掛けには手を焼いたという。
肩の骨の骨折により一時期足踏みしたが、1952年（昭和27年）9月場所で新入幕。1953年（昭和28年）5月場所、2日目に命の恩人・羽黒山と対戦、高熱を出していたが出場し勝って恩を返した。これが結果として、羽黒山最後の土俵になった。
1956年（昭和31年）9月場所では小結で9勝6敗と勝ち越し、殊勲賞を受賞する。この場所の中日に栃錦に勝った時、当時の雑誌『相撲』には「なうての悪役玉乃海」と紹介された。その後関脇で2場所連続11勝4敗、殊勲賞と敢闘賞を1回ずつ受賞し、3場所連続三役在位勝3場所合計31勝とした。当時の基準では大関に昇進してもおかしくない成績だったが、同時期に連続3場所関脇在位して合計29勝（8勝-8勝、13勝での優勝）であった朝潮が直前の優勝を評価される形で大関昇進を射止める結果となった。その後マラリアにかかり無念の2場所連続休場、一時は体重が90kgまで落ち、復帰までの時期について玉乃海は「傷病兵のようだった」と述懐していた。だが懸命に回復に努め14枚目まで落ち再起をかけた1957年九州本場所、後援会より贈られた(日立造船から、近畿大学の相撲部コーチを依頼された縁で貰い受けた)金色のまわしを締めて土俵に上がる。理事長の時津風からまわしの色にも規則があるからだめだと指摘されるが、この場所を最後と覚悟を決めていることを話すと、特別に許可を得ることができた。稽古がままならないまま迎えたこの場所では、見事涙の全勝優勝を飾った。初日の及川は取りづらくて手を焼き、3日目の潮錦戦では負けていた相撲をうっちゃりで拾ったが、千秋楽の廣瀬川戦では豪快な呼び戻し気味の掬い投げで廣瀬川を横転させた。千秋楽に引退発表を考えていたそうだが慰留され、現役続行となった。この優勝により、第1回九州本場所での優勝力士として名を残すことになったが実は前年の九州準場所でも優勝しているため、事実上の九州場所2連覇だった。なお、これ以降は2023年5月場所終了現在まで、関脇以下の全勝優勝達成者は現れていない。
栃錦にはめっぽう強く通算対戦成績は玉乃海11勝、栃錦16勝。最後に6連敗するまでは、勝ち越していた。これはかつて、栃錦に初顔から2連敗した時に勝ったら懸賞を出すと言われたことがあるようだ。取り口は怪力を生かし四つ身から櫓投げを放つなど豪快そのもの、「荒法師」の異名をとった。稽古熱心さで知られるが、本人は1957年11月場所後の座談会で、稽古をしなかったらうるさく言われるというより巡業の間が持たないため稽古を重ねることができたという趣旨のコメントを残している。

### 年寄時代
1961年（昭和36年）1月場所後に引退し年寄・片男波を襲名、引退前から玉の海をはじめとする内弟子をスカウトしており、彼らを連れて二所ノ関部屋からの分家独立を考えていた。しかし、1964年に控える理事長選挙の票田を確保しておきたかった二所ノ関（元大関・佐賀ノ花）が許さず、とりあえず新弟子のみで部屋を興し、1962年5月場所前には内弟子を連れて部屋を飛び出す実力行使まで行った。すると怒った二所ノ関は、片男波が連れていった関取2名と有望視された幕下力士2名を除く成年に達した養成員全員分の廃業届を書く。どうにか取り消されたが、両者とも減給処分となった。結局、その後は先代の二所ノ関である玉の海を呼んでの話し合いの結果、独立は許された。独立後は「心力一如」（心と体が合わさり初めて事が成せる）をモットーに掲げて弟子を育成し、玉の海を横綱にまで育てあげた。
しかし1971年（昭和46年）10月11日、横綱として好成績を続け、この先益々の大成が期待されていた愛弟子の玉の海が、虫垂炎の切除手術を受けた入院先の病院で退院を翌日に控えて肺血栓で急死するという悲劇に見舞われた。
その後は小結の玉輝山、同・玉龍、関脇の玉ノ富士を育てた。1988年1月の停年を控え、1987年9月6日には相撲生活50年を振り返るパーティーを開いたが9月27日、心不全のため東京都文京区の順天堂医院で死去した。64歳没。玉の海の17回忌法要が行われる予定だったという。

## エピソード

### 酒豪
玉乃海は酒が大好きで、酒豪で知られていた。しかし、憲兵との騒動に代表されるように大変酒癖が悪く、酔うと暴れたり喧嘩を売ったりしていたという。現役時代のある時は、都電の軌道上で横になるとそのまま眠ってしまったが、幸いこれを目視した列車の運転士が電車を停め、通報で駆けつけた付け人（宮柱）が運転士に頭を下げて彼を連れ帰った。親方になっても酒癖の悪さは変わらず、ヤクザでも警官でも構わず喧嘩を売り、力士以外では止めることもできないので警察も困っていた。だが、弟子の玉乃島が横綱を見送られた時には本気で禁酒を考えたという。
北の富士の著書によると、北の富士が新弟子の頃、早朝の朝稽古に向かう際に玉乃海が部屋の前にあるおでんの屋台の前でヤクザ4人を正座させ、説教をしていた。北の富士が事情を聞くと、玉乃海がヤクザ達から「肩が触れた」と因縁をつけられ「天皇陛下から下賜された優勝賜杯を抱いたこの肩に、気安く触れるとは何事だ」と逆にヤクザを叩きのめして説教をしていたという。
素面の時は「一見怖いが、物分りのいい親方」として、弟子や記者など周辺の者からの評価は極めて高かった。そのため「片男波が酒を飲む前に取材を済ませる」ことが記者の間では鉄則だったという。

### 軍隊時代
- 海軍軍属時代、ガダルカナル島では仲間と作業を手伝うふりをして軍の食料を盗んで逃げたと言う。
- 陸軍軍人時代、兵種は砲兵に配属され、本来は2人でかつぐ105kgの火砲の分解部品を1人でかついだ。
- 軍人時代、上官を殴ったことがある[2]。

### 親方時代
- 春日野や二子山などが居並ぶ前で、理事会にはいつも遅刻、その上「血糖値が低くなるから」と言っては着物の袂からおにぎりやゆで卵を出して食べていた。
- 軍役経験があることから、部屋持ち時代は稽古の後に弟子に軍歌を歌わせていた。そんな玉乃海は現役時代より、初詣には靖国神社の参拝を行っていた[3]。
- 停年退職後は、戦友の墓地やガダルカナル島を訪問する予定だったという。

### 女性問題
玉乃海は1959年に交際していた女性とトラブルになり、民事訴訟を起こされたが2年後、玉乃海側が勝訴した。原告は相撲ファンの女性で相撲部屋に出入りしており、
そこで知り合った玉乃海と交際していた。女性は交際中に総額200万円の金品供与（生活費の補助や家電製品、弟子に贈る浴衣など）を、玉乃海に対して行った。だが、次第に両者の関係が悪化し、裁判に発展することとなる。女性は婚約不履行による慰謝料50万円と、先述の金品供与の総額200万円の返還を求めた（金品供与は贈与ではなく立替であったと主張。もし贈与のため返還請求権がないのであれば慰謝料の請求額を250万円にするとしている。）。しかし東京地裁は両者の間の婚約の成立を認めず、慰謝料の請求を退けた。また金品供与も女性が玉乃海を喜ばせるために行った贈与であるとして、返還請求を認めなかった（ただし一部の供与については立替と認定した。）。
関西を中心に活躍した元芸人の京はる子は妻にあたる。

## 主な成績・記録
- 通算成績：403勝331敗35休 勝率.549
- 幕内成績：303勝280敗32休 勝率.520
- 現役在位：56場所
- 幕内在位：41場所
- 三役在位：10場所（関脇5場所、小結5場所）
- 三賞：5回
  - 殊勲賞：2回（1956年9月場所、1957年3月場所）
  - 敢闘賞：3回（1953年1月場所、1957年1月場所、1957年11月場所）
- 雷電賞：2回（1957年11月場所、1958年5月場所）
- 金星：9個（羽黒山1個、栃錦4個、鏡里1個、吉葉山1個、千代の山2個）
- 各段優勝
  - 幕内最高優勝：1回（1957年11月場所＝全勝優勝）
  - 序ノ口優勝：1回（1938年5月場所）

### 場所別成績
|                     | 春場所               | 夏場所                |
| ------------------- | -------------------- | --------------------- |
| 1937年 （昭和12年） | x                    | （前相撲）            |
| 1938年 （昭和13年） | 新序 1–2             | 西序ノ口筆頭 優勝 6–1 |
| 1939年 （昭和14年） | 東序二段2枚目 4–3    | 東三段目27枚目 4–4    |
| 1940年 （昭和15年） | 東三段目25枚目 4–3–1 | 西三段目23枚目 6–2    |
| 1941年 （昭和16年） | 東幕下31枚目 3–5     | x                     |

| | 一月場所 初場所（東京） | 三月場所 春場所（大阪） | 五月場所 夏場所（東京） | 七月場所 名古屋場所（愛知） | 九月場所 秋場所（東京） | 十一月場所 九州場所（福岡） |
| --- | ----------------------- | ----------------------- | ----------------------- | --------------------------- | ----------------------- | --------------------------- |
| 1950年 （昭和25年） | x                       | x                       | 西幕下28枚目 12–3       | x                           | 東幕下16枚目 11–4       | x                           |
| 1951年 （昭和26年） | 東幕下6枚目 11–4        | x                       | 西十両14枚目 9–6        | x                           | 東十両8枚目 8–5–2       | x                           |
| 1952年 （昭和27年） | 東十両7枚目 11–4        | x                       | 西十両3枚目 10–5        | x                           | 東前頭18枚目 10–5       | x                           |
| 1953年 （昭和28年） | 東前頭9枚目 13–2 敢     | 西前頭筆頭 7–8          | 西前頭2枚目 5–7–3 ★     | x                           | 東前頭4枚目 8–7         | x                           |
| 1954年 （昭和29年） | 東前頭3枚目 7–8         | 東前頭4枚目 5–10        | 西前頭6枚目 6–6–3       | x                           | 西前頭7枚目 9–6         | x                           |
| 1955年 （昭和30年） | 東前頭5枚目 8–7         | 東前頭4枚目 7–8 ★       | 西前頭4枚目 6–9         | x                           | 西前頭6枚目 8–7 ★       | x                           |
| 1956年 （昭和31年） | 西前頭3枚目 5–10        | 東前頭6枚目 10–5        | 東前頭2枚目 10–5 ★      | x                           | 東小結 9–6 殊           | x                           |
| 1957年 （昭和32年） | 西関脇 11–4 敢          | 東関脇 11–4 殊          | 東関脇 0–6–9            | x                           | 西前頭4枚目 休場 0–0–15 | 東前頭14枚目 15–0 敢        |
| 1958年 （昭和33年） | 西小結 5–10             | 東前頭3枚目 6–9 ★       | 西前頭6枚目 11–4        | 西小結 6–9                  | 東前頭2枚目 10–5 ★      | 西小結 8–7                  |
| 1959年 （昭和34年） | 西張出関脇 9–6          | 西関脇 4–9–2            | 東前頭5枚目 8–7         | 東前頭2枚目 4–11            | 西前頭7枚目 9–6         | 西前頭筆頭 12–3             |
| 1960年 （昭和35年） | 西小結 4–11             | 東前頭5枚目 3–12        | 西前頭13枚目 10–5       | 西前頭5枚目 4–11            | 東前頭8枚目 7–8         | 東前頭9枚目 6–9             |
| 1961年 （昭和36年） | 東前頭13枚目 引退 7–8–0 | x                       | x                       | x                           | x                       | x                           |
| 各欄の数字は、「勝ち-負け-休場」を示す。 優勝 引退 休場 十両 幕下 三賞：敢=敢闘賞、殊=殊勲賞、技=技能賞 その他：★=金星 番付階級：幕内 - 十両 - 幕下 - 三段目 - 序二段 - 序ノ口 幕内序列：横綱 - 大関 - 関脇 - 小結 - 前頭（「#数字」は各位内の序列） |                         |                         |                         |                             |                         |                             |

### 幕内対戦成績
| 愛知山 | 1  | 0    | 青ノ里   | 3    | 4     | 朝汐(米川) | 10 | 11   | 東富士   | 1(1) | 4(1) |  |  |  |
| 愛宕山 | 3  | 0    | 安念山   | 11   | 10    | 泉洋       | 1  | 0    | 五ッ洋   | 1    | 0    |  |  |  |
| 岩風   | 3  | 2    | 宇田川   | 2    | 0     | 及川       | 6  | 0    | 追手山   | 1    | 1    |  |  |  |
| 大内山 | 4  | 8    | 大瀬川   | 0    | 2     | 大起       | 8  | 1    | 大昇     | 4    | 0    |  |  |  |
| 大晃   | 10 | 9    | 小城ノ花 | 3    | 3     | 大蛇潟     | 0  | 1    | 甲斐ノ山 | 1    | 1    |  |  |  |
| 開隆山 | 0  | 1    | 鏡里     | 1    | 13    | 柏戸       | 2  | 1    | 金ノ花   | 4    | 0    |  |  |  |
| 神錦   | 3  | 0    | 北の洋   | 9(1) | 12(1) | 北葉山     | 2  | 4    | 清恵波   | 0    | 1    |  |  |  |
| 清ノ森 | 2  | 0    | 鬼竜川   | 1    | 0     | 九州錦     | 0  | 1    | 国登     | 6    | 2    |  |  |  |
| 小坂川 | 1  | 0    | 佐田の山 | 0    | 1     | 潮錦       | 7  | 9    | 信夫山   | 11   | 9    |  |  |  |
| 信夫竜 | 0  | 1    | 嶋錦     | 6    | 0     | 清水川     | 5  | 6    | 千代の山 | 3    | 12   |  |  |  |
| 常錦   | 0  | 2    | 常ノ山   | 4    | 1     | 鶴ヶ嶺     | 4  | 14   | 輝昇     | 1    | 1    |  |  |  |
| 出羽錦 | 13 | 8    | 出羽湊   | 2    | 1     | 時津山     | 15 | 5    | 時錦     | 2    | 1    |  |  |  |
| 栃錦   | 11 | 16   | 栃ノ海   | 0    | 1     | 栃光       | 6  | 9(1) | 名寄岩   | 3    | 0    |  |  |  |
| 鳴門海 | 6  | 1(1) | 成山     | 11   | 7     | 白龍山     | 1  | 0    | 羽黒花   | 1    | 0    |  |  |  |
| 羽黒山 | 1  | 0    | 羽嶋山   | 2    | 7     | 羽子錦     | 1  | 1    | 緋縅     | 2    | 0    |  |  |  |
| 備州山 | 1  | 1    | 広瀬川   | 3    | 2     | 福田山     | 1  | 4    | 房錦     | 2    | 6    |  |  |  |
| 藤田山 | 1  | 0    | 冨士錦   | 2    | 2     | 二瀬山     | 1  | 1    | 双ツ龍   | 6    | 5    |  |  |  |
| 星甲   | 1  | 0    | 前田川   | 0    | 1     | 増巳山     | 1  | 0    | 松登     | 12   | 14   |  |  |  |
| 三根山 | 8  | 5    | 宮錦     | 3    | 3     | 明歩谷     | 1  | 1    | 八染     | 1    | 0    |  |  |  |
| 吉田川 | 1  | 0    | 芳野嶺   | 1    | 1     | 吉葉山     | 3  | 7    | 若杉山   | 2    | 1    |  |  |  |
| 若瀬川 | 2  | 1    | 若羽黒   | 7    | 12    | 若葉山     | 8  | 0    | 若前田   | 13   | 8    |  |  |  |